# 名刀長塚
名刀長塚（めいとうながつか、本名：長塚 高志（ながつか たかし）、1975年5月24日 - ）は、日本のお笑い芸人。
國學院大學文学部文学科卒業。血液型はA型。茨城県出身。身長173cm、体重65kg。

## 来歴
- 大学卒業後、フィットネスクラブのインストラクターとして働いていた。作家を志望して、大川興業に入るが無理やり先輩である鉄板■魔太郎とコンビ「//（スラッシュスラッシュ）」（旧コンビ名「釜津田・長塚」、長塚・鉄板）を組まされる。
- 2002年にコンビを解散した後、事務所内の他の芸人の様な特徴がなく、ピン芸人として試行錯誤していた時、江頭2:50から「お前は大化けする」と言われ、気持ち悪いサラリーマンキャラ（後述）を確立した（しかし、江頭本人はこの事を忘れていた）。
- 芸名の由来は「//」時代に切れ味の鋭いツッコミをしていた所から。当初は名刀と長塚の間に刀の絵のマークを入れていた[1]。
- 2011年7月をもって、大川興業を退社。芸人活動も引退した。引退後は住宅営業のサラリーマンとして働いている[2]
- 2024年R-1グランプリ出場。

## ネタ
- ポマードで固められた髪形にスーツ姿でナヨナヨとしたサラリーマンキャラで名前が「挙動不 審（きょどうふ しん）」という挙動不審的な動きを演じるコントで知られている。渡辺正行にも絶賛されているが、奇矯な見た目と言動ゆえに舞台に上がった時点の第一印象で大受けするか、しらけさせてしまうかどちらかに分かれる。
- コントの最中に両手をグーにして交互にパンチを打ち「ほっほ〜」と言いながら膝を曲げてジャンプする定番ギャグを行う。また、最近では、キャラはそのままでサラリーマンではなく、学生の設定を演じることが多い。
- また、コントの中では何らかの原因で鼻血が出て、そのたびに「鼻からケチャップ状の物が」「意外と沢山出るモンテ」というギャグを入れる。
- これ以外に「京都戦隊舞妓マン」、「ラテン番長」など『不器用だけど頑張っている』人をテーマにしたキャラが多い。しかし周囲からは「出落ち止まり」や「名前だけだ」とあまり評判は良くない。また、本人の嗜好にもとづき「メイド喫茶」を題材にしたネタも披露したことがある。「オカリナ漫談師」というネタもあった。

## 逸話
- 学生時代から、古典や近代文学などを多く読んでおり、喜劇より悲劇をよく読むため電車内でも本を読んでいて泣いてしまうほど涙もろい。また、雑誌のインタビューで「お笑いは文学と捉えている」との発言もあった。
- 体脂肪率7%の鍛えられた体なうえ、大川興業では珍しいさわやかなルックスから主婦層からの評判も高かった。
- 爆笑オンエアバトルでは、大川興業で唯一オンエアを獲得しているが、前述どおり受けるか引かれるかのどちらかに分かれる事もあり、オンエア時は1位、2位での高得点であるが勝率は5割である。また、R-1ぐらんぷりでは準決勝に進出した。
- サラリーマンキャラの髪型のポマードは総裁の案。助言はコレだけだったらしいが、後に「誰のおかげで売れたと思っている」と言われたことがある。
- 現在友達は一人もいないらしい。学生時代にはクラスの連絡網が届かなかったこともある。また、親戚で常に応援しているのは小学生の甥っ子ぐらいらしい（理由は、「ネタが不安定だから」と語っている）。
- 第一回大川大学校(ワークショップ)の受講生だった現在、山中企画の所属芸人であるうかれ小島を弟子に持っていた。
- 大川興業主催「100円すっとこ」では、司会を務め、当日ピンクのTシャツを着用していたため、芸名を「ピンキー」と名乗っていた。

## 賞レースの戦績

### R-1ぐらんぷり / R-1グランプリ
| 年度   | 結果       | 備考                         |
| ------ | ---------- | ---------------------------- |
| 2004年 | 準決勝敗退 |                              |
| 2006年 | 準決勝敗退 |                              |
| 2007年 | 準決勝敗退 |                              |
| 2024年 | 2回戦敗退  | 芸人引退後、17年振りの出場。 |

## 出演番組
- 爆笑オンエアバトル（NHK総合）戦績7勝8敗 最高485KB
- オンバト+（NHK総合）戦績0勝1敗 最高245KB
- 笑いの金メダルjr. くりぃむ杯（テレビ朝日）
- くるくるドカン〜新しい波を探して〜（フジテレビ）
- インパクト!（フジテレビ）